# Рич, Майк
Майкл А. Рич (англ. Michael A. Rich; род. 1959) — американский сценарист, наиболее известный своими работами о спортивных фильмах.

## Ранняя жизнь
Рич родился в Энтерпрайзе, штат Орегон. Он учился в Университете штата Орегон и был членом братства Sigma Phi Epsilon.
Во время учёбы в колледже в Университете штата Орегон он работал диджеем и журналистом на радиостанциях KFLY и KEJO в Корваллисе, штат Орегон. В то время KFLY была на частоте AM-вещания 1240 кГц, а KEJO была на частоте FM-вещания 101,5 МГц; обе станции были лицензированы для обслуживания Corvallis, находились в одном здании и принадлежали Madgekal Broadcasting, Inc., которая контролировалась бизнесменом Corvallis Марио Пастегой.
Окончив колледж бизнеса Университета штата Орегон, Рич начал свою карьеру в СМИ в качестве репортёра новостей портлендской радиостанции KINK. В 1998 году он получил стипендию Николла по сценарию от Академии кинематографических искусств и наук за свой первый сценарий фильма «Найти Форрестера». Этот фильм был назван в честь его школьной учительницы английского языка, миссис Форстер, из средней школы Enterprise в Энтерпрайзе, штат Орегон. В 2001 году он перешёл с полной работы в KINK на утренние обновления, продолжая карьеру сценариста. 17 июня 2007 года он был удостоен почетного звания dFA от OSU за признание, полученное за его первые два фильма.

## Фильмография
- Найти Форрестера (2000)
- The Rookie (2002)
- Радио (2003)
- Чудо (в титрах не указан) (2004)
- Преодоление (в титрах не указан) (2006)
- Божественное рождение (2006)
- Чемпион (2010)
- Тачки 3 (2017)